# 分散型自律組織
分散型自律組織（ぶんさんがたじりつそしき、英: Decentralized Autonomous Organization)とは、イーサリアムの開発者ヴィタリック・ブテリンが提唱した、スマートコントラクトを活用した組織運営方式のこと。
頭文字を取って「DAO（ダオ）」と呼ばれる。
2014年にEthereum Foundationのブログに掲載された彼の記事によれば、
- 仕組み自体がブロックチェーンで分散的に管理されている。
- 人力ではない、自律的なプログラムによって運営される。

の2点が挙げられている。
このような考えに基づき、ヴィタリック・ブテリンの提唱前から存在した組織やプロジェクト、例えばビットコインなどもこの論文の中ではDAOと再定義されている。

## DAO、あるいはDAOと名付けられている組織・プロジェクトの例
- Dash (暗号通貨)
- ConstitutionDAO
- KlimaDAO
- Nouns DAO
- PizzaDAO
- 山古志DAO
- アビスパDAO
- 共創DAO
- RULEMAKERS DAO
- Ukraine DAO